# John Lanting
Johannes Frederik (John) Lanting (Overveen, 30 maart 1930 – Breda, 15 augustus 2018) was een Nederlands acteur, regisseur en producent. Lanting werd met name bekend door zijn Theater van de Lach, hij trad daarmee tussen 1972 en 1996 op in de Nederlandse theaters en werd wel de koning van de klucht genoemd.

## Leven en werk

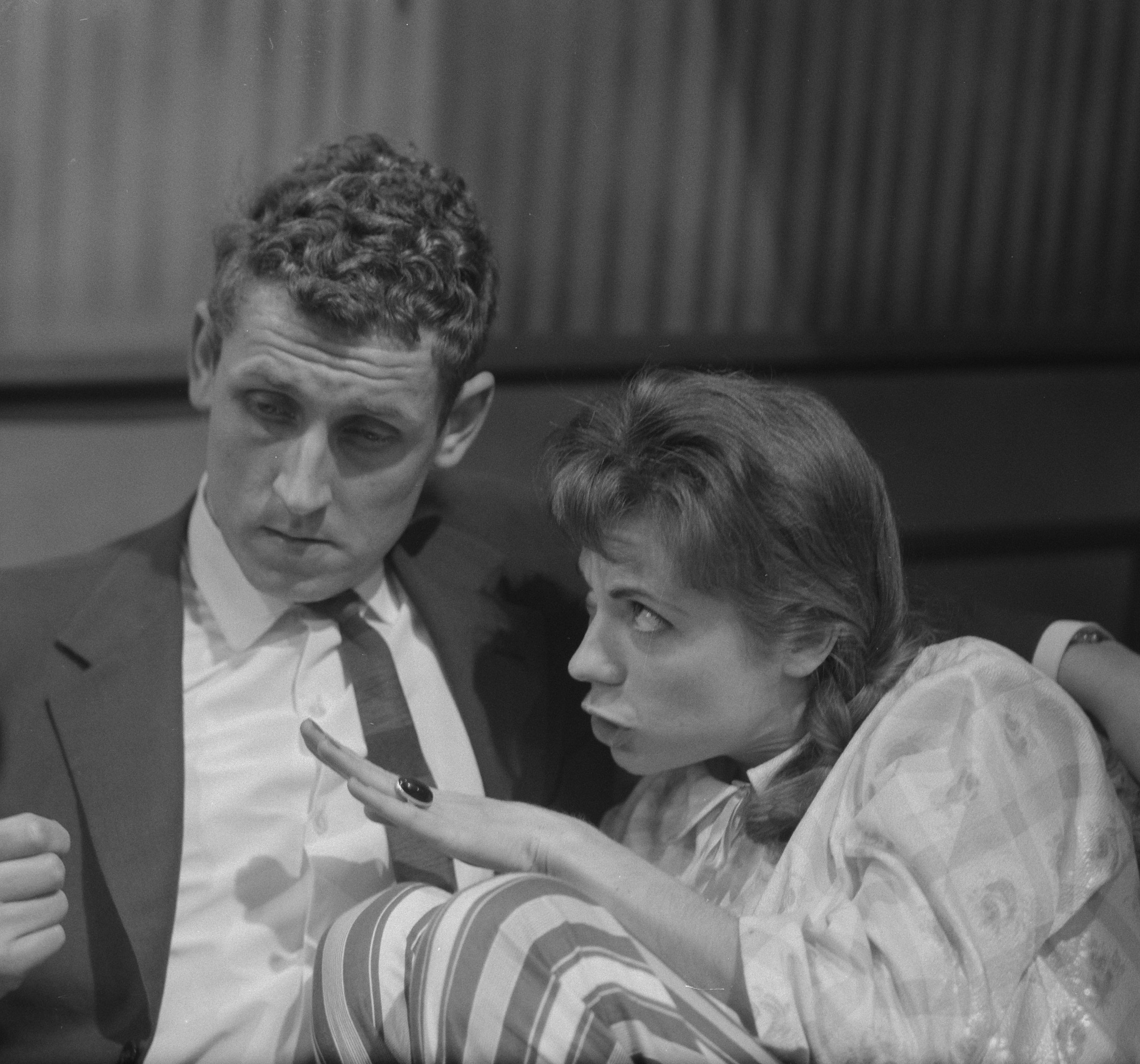
Lanting met Ingeborg Elzevier in het tv-spel Nooit gedacht (1961)

Lanting ging na zijn hbs-opleiding reizen en werkte onder meer in Frankrijk, Marokko en Spanje. Teruggekomen in Nederland werkte hij als toneelknecht in de Haarlemse Stadsschouwburg en later als gids op rondvaartboten in Amsterdam. In 1956 studeerde hij af aan de Toneelschool in Amsterdam. Tot 1964 speelde hij bij het Rotterdams Toneel. Daarna debuteerde hij in de solovoorstelling De Aap van Franz Kafka, een toneelstuk dat hij tot in Japan speelde.

### Theaterproducent
In 1972 begon Lanting als theaterproducent samen met Jacques Senf het Theater van de Lach. Tussen 1971 en 1996 bracht hij elk jaar een klucht. Bekende komedies die Lanting bracht zijn Nee Schat nu niet, In de kast op de kast, Een kus van een Rus en Een trouwring mag niet knellen. Zijn doorgaans hilarische shows werden door de publieke omroep TROS in de jaren 1970 en 1980 op de televisie uitgezonden.
Ook speelde Lanting rollen in televisieseries zoals M'n broer en ik (1967-1969) en Hamelen. Hierin vertolkte hij de rol van ambtenaar Ogterop Deux. In 1974 was hij te zien in De vloek van Woestewolf.
In 1987 ontving Lanting de Johan Kaartprijs. Vanaf 1997 gaf hij lezingen en bracht het boek En clown zou ik worden uit.
Lanting had aan het einde van zijn leven een nierziekte. Hij overleed naar eigen wens op 88-jarige leeftijd in zijn woonplaats Breda.

## Trivia
- Lanting had een grote passie voor de Argentijnse tango.[4]